# Farmington, Utah
Farmington är administrativ huvudort i Davis County i den amerikanska delstaten Utah. Mormonpionjärer grundade orten på ett område där det sedan tidigare bodde indianer. Orten hette först North Cottonwood innan namnet byttes till Farmington.

## Kända personer från Farmington
- Henry McBride, politiker